# Seafile
Seafile – usługa umożliwiająca zapisywanie danych na centralnym serwerze, jak również dzielenie się nimi z innymi osobami oraz synchronizowanie ich między różnymi urządzeniami. Seafile spełnia funkcje podobne do Dropboxa czy Google Drive, a zasadniczą różnicą jest przechowywanie przez Seafile danych na serwerach własnych.
Dostępne są dwie edycje: Community Edition, która jest wersją do ogólnego użytku, oraz Professional Edition, skierowana do większych klientów i środowisk korporacyjnych, które potrzebują prywatnej chmury do przechowywania danych.